# Oxygène (Doctor Who)
Oxygen (littéralement « Oxygène ») est le cinquième épisode de la dixième saison de la deuxième série télévisée britannique Doctor Who. Il est diffusé sur la BBC le 13 mai 2017 et en France le 23 septembre 2017 sur France 4.

## Distribution
- Peter Capaldi : Le Docteur
- Pearl Mackie : Bill Potts
- Matt Lucas : Nardole
- Kieran Bew : Ivan
- Justin Salinger : Tasker
- Lewis McGowan : Brother
- Peter Caulfield : Dahhren
- Katie Brayben : Ellie
- Mimi Ndiweni

## Résumé
Le Docteur, Bill et Nardole reçoivent un appel de détresse de l'espace profond et se retrouvent piégés à bord de la station spatiale Chasm Forge. Tous, sauf quatre membres de l'équipage ont été assassinés, et les morts marchent encore ! Dans un futur où l'oxygène est payant , la mort peut prendre tout son sens au dernier souffle acheté !

### Continuité
- Nardole s'inquiète sur le fait que le Docteur puisse partir de la planète Terre alors qu'il a un serment à tenir, déjà mentionné dans les quatre précédents épisodes.
- Nardole tente d'enlever une partie du fluide du TARDIS pour l'empêcher de démarrer, ce qui arrivait au cours de l'épisode de 1963 The Daleks[1].
- Le tournevis sonique s'est déjà brisé dans les épisodes The Visitation, La Loi des Judoons, Le Prisonnier Zéro et Le Fantôme des Noëls Passés.
- La possibilité (limitée) du Docteur de survivre au vide spatial sans protection a déjà été illustrée dans Four to Doomsday.
- Le Docteur dit "We have to die well !" ("Nous devons mourir bien !") C'est une réplique de Miss Quill dans l'épisode 1 de la saison 1 de la série Class (Spin-off de Doctor Who).
- Abby dit "Health and Safety" ("Santé et sécurité") Ce qui est la section où le Docteur et Donna Noble s'infiltrent dans l'épisode 1 de la saison 4 de Doctor Who (2005).
- Le Docteur dit "I try never to tell the enemy my secret plan" ("J’essaie de ne jamais divulguer mon plan secret aux ennemis"), une règle déjà citée par Clara dans l'épisode Le Corbeau.

### Référence externe
- L'épisode commence avec la même phrase que les épisodes de la série originale de Star Trek : "Space, The Final Frontier." ("L'espace, l'ultime frontière")[1].

## Production
Le tournage de l'épisode se déroule du 12 octobre au 18 novembre 2016.

## Diffusion
L'épisode est diffusé sur BBC One le 13 mai 2017. En France, cet épisode est disponible dès le 14 mai 2017 sur France·tv en version originale sous-titrée, de façon payante.